# تشارلز كروثامر
تشارلز كروثامر (بالإنجليزية: Charles Krauthammer)‏ (و. 1950 – م) هو طبيب.، وكاتب العمود، وصحفي، وناقد رأي، وطبيب نفسي، وكاتب من الولايات المتحدة الأمريكية . ولد في مدينة نيويورك

## التعليم
تعلم في كلية باليول بجامعة اوكسفورد، وجامعة هارفارد، وجامعة مكغيل، ومدرسة طب هارفرد، وجامعة أوكسفورد

## جوائز وترشيحات
حصل على جوائز منها:
- جائزة بوليتزر عن فئة التعليق (1987).

ترشح لـ:
- جائزة بوليتزر عن فئة التعليق (1987)
- جائزة بوليتزر عن فئة التعليق (1986).

## روابط خارجية
- تشارلز كروثامر على موقع IMDb (الإنجليزية)
- تشارلز كروثامر على موقع إن إن دي بي (الإنجليزية)